# Izraelska okupacja południowego Libanu

Izraelska mapa okupowanego pasa południowego Libanu z 1988 r.

Izraelska okupacja południowego Libanu rozpoczęła się w 1985 roku i zakończyła w roku 2000, kiedy siły izraelskie wycofały się poza Niebieską linię. W 1982 roku Izrael zaatakował Liban w odpowiedzi na serię ataków przeprowadzonych przez palestyńskich bojowników na terytorium Libanu, co zapoczątkowało wojnę libańską. Izraelskie siły obrony (IDF) wraz z Chrześcijańską armią libańską przejęły dużą część terytorium Libanu włączając w to stolicę kraju Bejrut, wykorzystując trwającą wojnę domową w Libanie. W latach 1983–1985 Izrael stopniowo wycofywał się z większości okupowanych terenów, ale wciąż sprawował kontrolę nad obszarem przygranicznym, który później stał się Izraelskim Pasem Bezpieczeństwa. Jak oznajmił Izrael, celem jego utworzenia miało być odseparowanie Izraelczyków mieszkających w przygranicznych miasteczkach od Libańskich grup terrorystycznych. Od 1985 roku Izrael wspierał Armię Południowego Libanu w walce z Hezbollah i innymi muzułmańskimi grupami bojowników.
Okupowany pas graniczny miał 10 km szerokości. Dodatkowo w zasięgu militarnym Izraela znalazły się również wysunięte na północ miasta Jezzine, Tyr, Sidon oraz dolina Bekaa. Całkowita powierzchnia okupowanego obszaru wynosiła 900 km², co stanowiło około 10% powierzchni Libanu. Teren ten zamieszkiwało około 180 tys. mieszkańców, czyli około 6% całej populacji kraju.

## Tło historyczne

### Powstanie palestyńskie i wojna domowa w Libanie
Chociaż okupowany pas oficjalnie został utworzony przez Izrael w 1985 r., ma on swoje korzenie jeszcze we wczesnych etapach wojny domowej w Libanie. W 1968 r. bojownicy palestyńscy dowodzeni przez Organizację Wyzwolenia Palestyny (OWP) przejęli znaczną kontrolę nad południowym Libanem, skąd zainicjowali powstanie przeciwko Izraelowi i libańskim chrześcijanom. Do 1975 roku obecność OWP stała się uciążliwa dla lokalnych mieszkańców, a chrześcijańskie milicje zaczęły w coraz większym stopniu angażować się w otwarty konflikt z bojownikami palestyńskimi. 

### Izraelska inwazja na Liban 1978
Po masakrze na drodze przybrzeżnej dokonanej przez bojowników palestyńskich w Tel Awiwie Izrael najechał Liban, aby wyprzeć OWP wzdłuż jego granicy, wywołując konflikt w południowym Libanie w 1978 roku, zwany Operacją Litani. Po tygodniu walk OWP wycofała się z południowego Libanu, a Izrael zwiększył swoje wsparcie dla Chrześcijańskiej Armii Południowego Libanu. W 1979 r. Saad Haddad proklamował utworzenie Państwa Wolnego Libanu przy wsparciu Izraela. Po wycofaniu się Izraela pod koniec operacji Tymczasowe Siły ONZ w Libanie (UNIFIL) zostały rozmieszczone wzdłuż granicy izraelsko-libańskiej.

## Historia okupacji

### Konflikt w południowym Libanie 1985–2000
W momencie ewakuacji podczas wojny libańskiej dowództwo SLA zostało przekazane w ręce Antoine’a Lahada, który dostał zgodę Izraela na utrzymanie strefy Jezzine na północ od pasa. Pierwsze lata okupacji były stosunkowo spokojne. Z czasem jednak libańskie grupy bojowników, na czele z Hezbollah, urosły w siłę i zaczęły podejmować ataki na obozy wojskowe IDF.
W dniu 27 lipca 1989 r. przywódca Hezbollahu w południowym Libanie, szejk Abdel Karim Obeid i dwóch jego współpracowników, zostali uprowadzeni ze swojego domu w Jibchit przez komandosów IDF. Nocny nalot zaplanował ówczesny minister obrony Icchak Rabin. W odpowiedzi Hezbollah ogłosił egzekucję pułkownika Higginsa, wyższego rangą amerykańskiego oficera współpracującego z UNIFIL, porwanego w lutym 1988 roku.
16 lutego 1992 r. ówczesny przywódca Hezbollahu Abbas Musawi został zamordowany podczas ataku rakietami z helikopterów IDF. Celem zamachów było zastraszenie i ograniczenie działalności przywódców Hezbollahu z obawy o życie swoje i swoich rodzin.
W lipcu 1993 roku IDF rozpoczęło operację Accountability, która spowodowała rozległe zniszczenia w całym południowym Libanie, ale nie zakończyła działalności Hezbollahu.
11 kwietnia 1996 r. izraelska armia, marynarka wojenna i siły powietrzne rozpoczęły siedemnastodniowe bombardowanie południowego Libanu w ramach Operacji Grona Gniewu, w wyniku której zginęło 154 libańskich cywilów.
W latach 1985–2000 w walkach w południowym Libanie zginęło ogółem 256 izraelskich żołnierzy. W 2020 roku Izrael uznał konflikt za wojnę i retrospektywnie nazwał go „kampanią w sprawie strefy bezpieczeństwa w Libanie”.

### Wycofanie się Izraela 2000
Przed izraelskimi wyborami w maju 1999 r. premier Izraela Ehud Barak obiecał, że w ciągu roku wszystkie siły izraelskie wycofają się z południowego Libanu, rezygnując ze wsparcia dla Armii Południowego Libanu. Kiedy wysiłki negocjacyjne między Izraelem a Syrią, których celem było porozumienie pokojowe także między Izraelem a Libanem, nie powiodły się ze względu na syryjską kontrolę nad Libanem (do 2005 r.), Barak zrealizował swoja decyzje o wycofaniu wszystkich sil IDF do granic Izraela.
Całkowite wycofanie się Izraela poza Niebieską linię miało miejsce 24 maja 2000. Armia Południowego Libanu wkrótce upadła, a większość oficerów i urzędników administracji uciekła wraz z rodzinami do Izraela, gdy Hezbollah wywierał presję na pozostałe jednostki. Do Galilei przybyło wtedy około 7000 uchodźców, w tym żołnierze Armii Południowego Libanu, urzędnicy Strefy Bezpieczeństwa i ich rodziny.